# Nieuwersluis
Nieuwersluis est un village situé dans la commune néerlandaise de Stichtse Vecht, dans la province d'Utrecht.

## Histoire
Durant la révolution batave, en 1787, Nieuwersluis est assiégés par les troupes prussiennes.